# Anna Rottová
Anna Rottová, roz. Kadeřábková, což bylo i její umělecké jméno (1. května 1924 Praha – 21. dubna 2020 Praha) byla česká herečka a divadelní pedagožka DAMU.

## Profese

### Herečka
V devatenácti letech absolvovala Státní konzervatoř v Praze, odbor herectví (1943) a již předtím v osmnácti debutovala ve filmu menší úlohou kadeřnice Zdeničky v Holmanově melodramatu Bláhový sen (1943). Na plátně se pak objevila do konce padesátých let v řadě epizodních rolích dívek a mladých žen z lidu, například ve snímcích Krňanského Nikola Šuhaj (1947), Čechova Divá Bára (1949), Vávrova Němá barikáda (1949), Gajerova Usměvavá zem (1952), Zemanova Dovolená s Andělem (1952), Radokův Divotvorný klobouk (1952), Vávrův Jan Žižka (1955), Vávrův Občan Brych (1958), Gajerovy Sny na neděli (1959), Vávrova První parta (1959). Po válce měla krátká divadelní angažmá (1947–51) – jednu sezónu v Kladenském divadle (1947–48) a tři v Divadle státního filmu Praha (1948–51). Po šestnácti letech, ve čtyřiatřiceti, hereckou dráhu opustila a věnovala se pouze výuce.

### Pedagožka DAMU

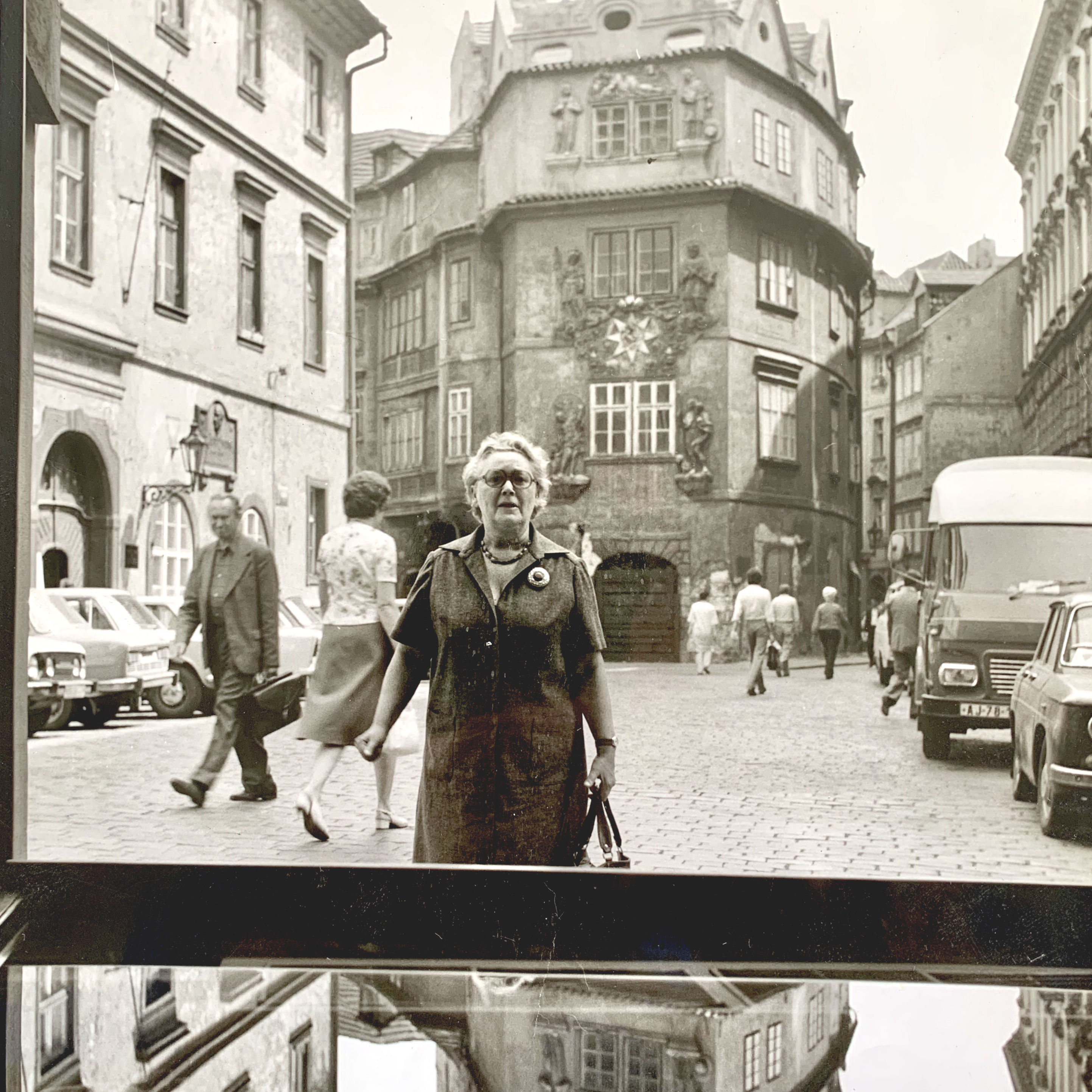
Anna Rottová Kadeřábková v Karlovce, roh Liliové, 80. léta (DAMU je vysoká budova vpravo)

Většinu života strávila jako pedagog techniky jevištní řeči, jevištní mluvy na pražské DAMU, Divadelní fakultě AMU, kde působila padesát let, především v oblasti techniky jevištní řeči. Věnovala se studentům herectví činoherního divadla i v jiných oborech.
„Nevynechala snad ani jednu zkoušku v DISKu. Generálky i premiéry prožívala s trémou za všechny žáky.“
Mezi studenty patřila k nejoblíbenějším pedagogům.
V „hlasovce“ (jevištní mluva, technika jevištní řeči, hlasová a mluvní výchova, hlasová výchova, odtud „hlasovka“) začala v padesátých letech jako asistentka Růženy Fierlingerové, švagrové Zdeňka Fierlingera. „Střet komunistické ideologie, světa blízkých příbuzných profesorky s volnostářským životem mladé herečky“ vedl k „řadě etýd, ba scén hodných absurdního divadla. Spíš ale už komických než tragických, ve formě mírového soužití propukající doby tání.“

## Život a rodina
Narodila se na pražských Vinohradech, v domě U Riegrových sadů 14 (dnes Chopinova), který koncem předminulého století nechal postavit její děd Václav Olič, dvorní rada (tajný rada) a v kterém žila téměř do konce svého života.
Annina matka, Anna Kadeřábková, Aťa, roz. Oličová, třetí ze čtyř sourozenců (Marie, Robert, Anna, Karel), byla od mládí úzkou přítelkyní Anny Vlčkové, provdané Benešové (ještě jako Anna za Eduarda, pozdějšího Edvarda a druhého prezidenta ČSR, Anna se stala Hanou) a „více méně nedbale“ provozovala obchod se starožitnostmi na Starém Městě. Seznámili se přes tetu Anny Vlčkové, která si ji ve čtrnácti letech od chudých příbuzných vzala na vychování a investovala do jejího vzdělání, Anna absolvovala rodinnou školu a s tetou bydlela na Vinohradech v domě Atina otce. V roce 1905 odjely obě dívky za dalším vzděláním na Sorbonnu. Její otec Louis Kadeřábek, zpěvák a profesor konzervatoře,
do vysokého stáří vyučoval opernímu zpěvu, mezi jeho žáky „patří mnozí proslulí zpěváci a zpěvačky, někteří angažovaní i všude možně po světě“.
Annin bratr Eduard byl kameraman a filmový fotograf.
Sestřenicí Anny a Eduarda byla Karla Oličová, dcera Karla Oliče, filmová herečka, která účinkovala například ve snímcích Bílá nemoc (1937) či Švanda Dudák (1937). Po smrti rodičů vyrůstala s Kadeřábkovými, její slibnou hereckou kariéru ukončilo těžké astma.
Anna Rottová měla tři děti – vlastní Magdalenu (1950–1975) a adoptované Vladimíra (*1950) a Janu (*1952), se společným otcem, a krátce („zato dvakrát“) i Anniným manželem, Vladimírem Janem (v padesátých letech Svobodou, jak převzal od Marie Svobodové, matky Vladimíra a Jany), synem Vladimíra Jiřího a Rosálie Rottových. K její úzké rodině ale patřili i další „adoptovaní“ – Adriana R. s manželem Zdeňkem S., „vnoučaty“ Marií, Adélou a Davidem a řadou „pravnoučat“. Z větve adoptovaných dětí, ze strany Vladimíra vnoučata Catherine (Káča, Katja) a Denis, pravnoučata Nino, Djamila a Milo. Z Janiny strany vnučky Karolína, Tereza a pravnoučata Mája, Kuba, Sam a Bára.

## Filmografie

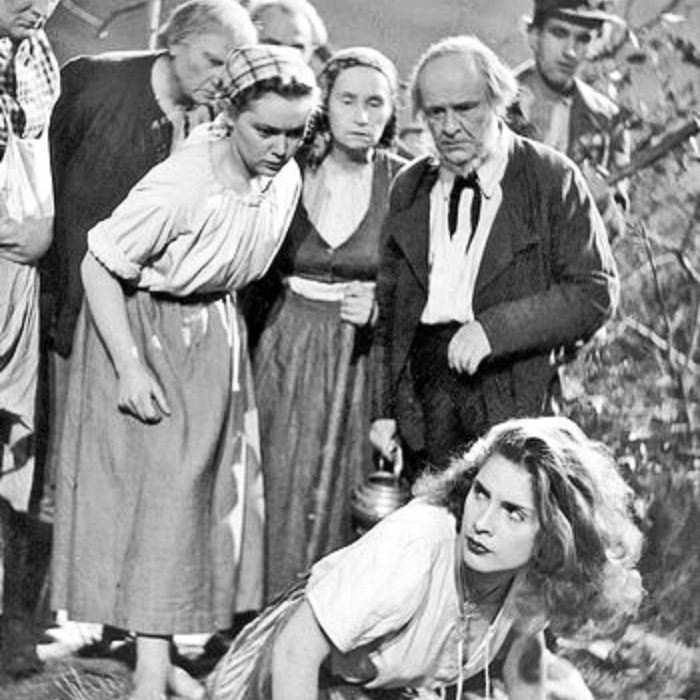
jako Marjánka, v Čechově Divé Báře, 1949 (první zleva v trojici nad Vlastou Fialovou)

|      |   |                    |                             |                                        | režie                                  |                                                                                                 | role | role | role |
| 1959 | • | První parta        | Otakar Vávra                | Martínkova žena                        | Martínkova žena                        | Martínkova žena                                                                                 |      |      |      |
|      | • | Slečna od vody     | Bořivoj Zeman               | zelinářka                              | zelinářka                              | zelinářka                                                                                       |      |      |      |
|      | • | Sny na neděli      | Václav Gajer                | pacientka                              | pacientka                              | pacientka                                                                                       |      |      |      |
| 1958 | • | Občan Brych        | Otakar Vávra                | Paterová                               | Paterová                               | Paterová                                                                                        |      |      |      |
| 1955 | • | Jan Žižka          | Otakar Vávra                | husitská žena                          | husitská žena                          | husitská žena                                                                                   |      |      |      |
|      | • | Nechte to na mně   | Martin Frič                 | prodavačka v Chemodroze                | prodavačka v Chemodroze                | prodavačka v Chemodroze                                                                         |      |      |      |
| 1953 | • | Vianočný dar       | Peter Solan                 | maminka (studentský film, Studio FAMU) | maminka (studentský film, Studio FAMU) | maminka (studentský film, Studio FAMU)                                                          |      |      |      |
| 1952 | • | Divotvorný klobouk | Alfréd Radok                | vesnické děvče                         | vesnické děvče                         | vesnické děvče                                                                                  |      |      |      |
|      | • | Dovolená s Andělem | Bořivoj Zeman               | Řeháková, předsedkyně MNV v Javornici  | Řeháková, předsedkyně MNV v Javornici  | Řeháková, předsedkyně MNV v Javornici                                                           |      |      |      |
|      | • | Slovo dělá ženu    | Jaroslav Mach               | strojvůdkyně Prokopová                 | strojvůdkyně Prokopová                 | strojvůdkyně Prokopová                                                                          |      |      |      |
|      | • | Usměvavá zem       | Václav Gajer                | dojička Tonička                        | dojička Tonička                        | dojička Tonička                                                                                 |      |      |      |
| 1951 | • | Štika v rybníce    | Vladimír Čech               | žena obsluhující vrátek                |                                        | také divadelní angažmá 48/49, 49/50, 50/51 Divadlo státního filmu Praha 47/48 Kladenské divadlo |      |      |      |
| 1950 | • | Bylo to v máji     | Martin Frič, Václav Berdych | prodavačka Jana Libichová              |                                        | také divadelní angažmá 48/49, 49/50, 50/51 Divadlo státního filmu Praha 47/48 Kladenské divadlo |      |      |      |
| 1949 | • | Divá Bára          | Vladimír Čech               | Marjánka, Vojtova nevěsta              |                                        | také divadelní angažmá 48/49, 49/50, 50/51 Divadlo státního filmu Praha 47/48 Kladenské divadlo |      |      |      |
| 1948 | • | Němá barikáda      | Otakar Vávra                | žena před domem                        |                                        | také divadelní angažmá 48/49, 49/50, 50/51 Divadlo státního filmu Praha 47/48 Kladenské divadlo |      |      |      |
|      | • | O ševci Matoušovi  | Miroslav Cikán              | dívka u pódia                          |                                        | také divadelní angažmá 48/49, 49/50, 50/51 Divadlo státního filmu Praha 47/48 Kladenské divadlo |      |      |      |
|      | • | Případ Z-8         | Miroslav Cikán              | kuchařka v závodní kuchyni             |                                        | také divadelní angažmá 48/49, 49/50, 50/51 Divadlo státního filmu Praha 47/48 Kladenské divadlo |      |      |      |
| 1947 | • | Nikola Šuhaj       | Miroslav Josef Krňanský     | Hafa Subotová                          |                                        | také divadelní angažmá 48/49, 49/50, 50/51 Divadlo státního filmu Praha 47/48 Kladenské divadlo |      |      |      |
| 1946 | • | Mrtvý mezi živými  | Bořivoj Zeman               | dívka v zahradnictví                   | dívka v zahradnictví                   | dívka v zahradnictví                                                                            |      |      |      |
| 1943 | • | Bláhový sen        | Jan Alfréd Holman           | kadeřnice Zdenička                     | kadeřnice Zdenička                     | kadeřnice Zdenička                                                                              |      |      |      |